# Zeitz
Zeitz är en stad i förbundslandet Sachsen-Anhalt i Tyskland. Staden ligger vid floden Weisse Elster, 40 km sydväst om Leipzig. och 160 m ö. h.
Mellan 1657 och 1718 var Zeitz huvudstad i hertigdömet Sachsen-Zeitz. Moritzburgs slott fick sitt huvudsakliga nuvarande barockutseende vid denna tid som residens åt hertig Moritz av Sachsen-Zeitz.
Pianotillverkningen i Zeitz har världsrykte och här fanns upp emot 30 olika fabriker en gång i tiden. Kända tillverkare i Zeitz är Fahr, Geißler, Gerbstädt, Hoelling & Spangenberg, Hupfer & Co., Krietzsch, Oehmig-Weidlich, Schemelli & Co. och Zitza. Staden har även en livsmedelsindustri.
18 augusti 1976 brände sig den evangeliske prästen Oskar Brüsewitz till döds framför Michaeliskirche i Zeitz.
I staden föddes ingenjören Otto Baensch (1825–1898), främst känd för byggandet av Kielkanalen.